# Pawlaw Pike
Pawlaw Pike är ett berg i Storbritannien.   Det ligger i kommunen Durham i riksdelen England, i den centrala delen av landet, 400 km norr om huvudstaden London. Toppen på Pawlaw Pike är 532 meter över havet.
Terrängen runt Pawlaw Pike är huvudsakligen kuperad, men åt sydost är den platt. Runt Pawlaw Pike är det ganska glesbefolkat, med 29 invånare per kvadratkilometer. Närmaste större samhälle är Barnard Castle, 16,6 km söder om Pawlaw Pike. I omgivningarna runt Pawlaw Pike växer i huvudsak blandskog.